# HMS St Albans (F83)
Pour les autres navires du même nom, voir HMS St Albans.
Pour les articles homonymes, voir F83.
La HMS St Albans (F83) est une frégate de type 23 appartenant à la Royal Navy. Lancée en 2000, elle est en service depuis 2002 et est basée à Portsmouth.